# Risiocnemis atropurpurea
Risiocnemis atropurpurea är en trollsländeart som först beskrevs av Brauer 1868.  Risiocnemis atropurpurea ingår i släktet Risiocnemis och familjen flodflicksländor. IUCN kategoriserar arten globalt som livskraftig. Inga underarter finns listade i Catalogue of Life.